# Anoptotettix levis
Anoptotettix levis är en insektsart som beskrevs av Christiane Amédégnato och Marius Descamps 1979. Anoptotettix levis ingår i släktet Anoptotettix och familjen gräshoppor. Inga underarter finns listade i Catalogue of Life.